# Ovo vegetarianism

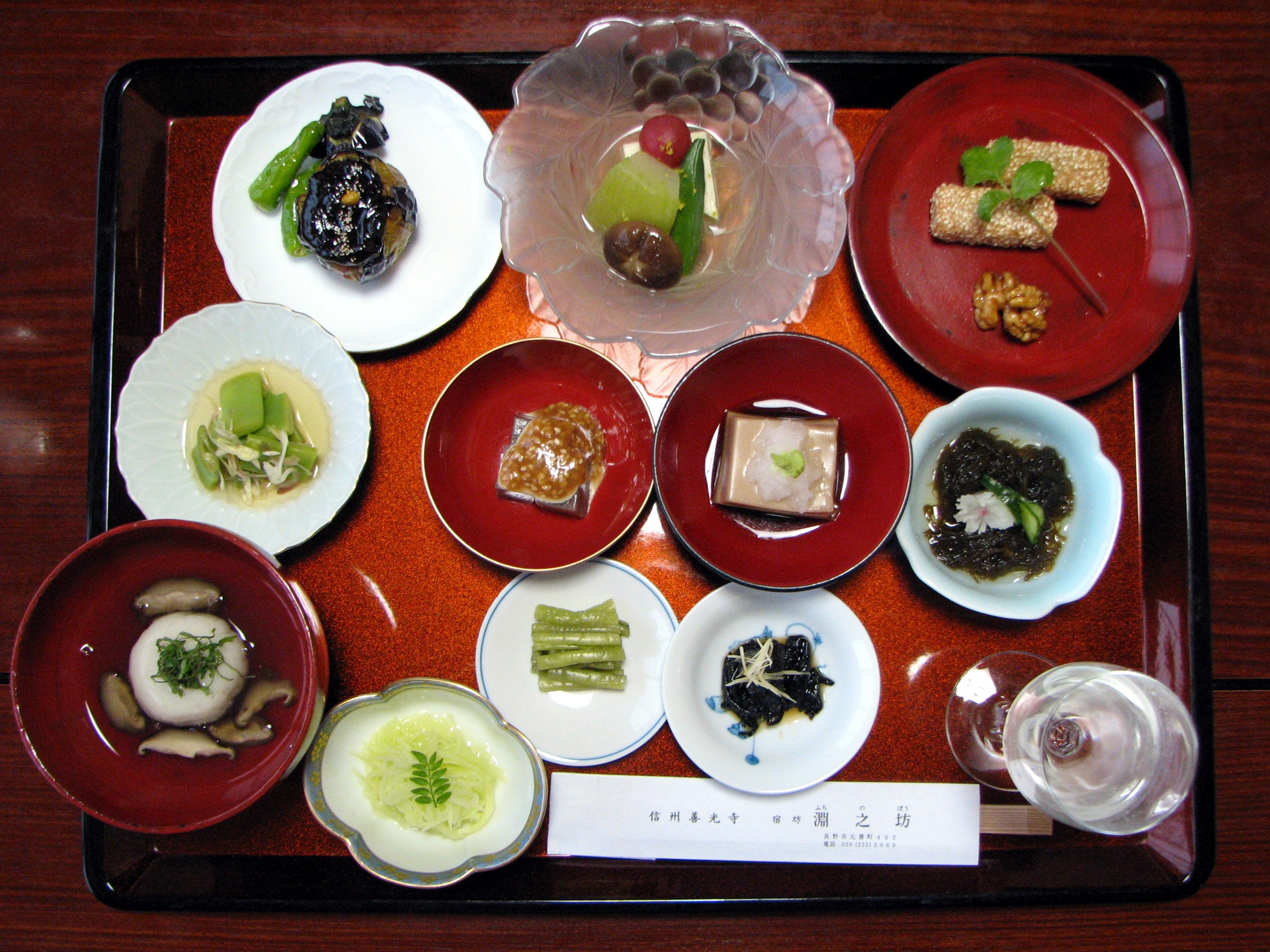
Cină vegetariană japoneză

Ovo vegetarienii sunt reprezentați ca vegetarieni care includ în dieta lor ouăle. Prin definiție, ca vegetarieni, nu mănâncă  mezeluri, pește, stridii, crustacee, carne animală de orice fel și produse lactate.

## Etimologie
Termenul își are originea din limba latină, de la cuvântul ovo-, ce înseamnă „ou”. Pronunție: /oe' voe/ (engleză).

## Dieta
Această dietă vegetariană exclude produsele lactate. Motivele etice pentru acest fapt sunt: menținerea constantă a vacii gestantă, pentru ca aceasta să producă lapte și măcelul vițeilor masculi nedoriți. Alte griji includ procedura standard de separare a mamei de vițel și negarea acestuia sursa naturală a laptelui matern.. În opoziție, găinile sunt capabile de a produce ouă pentru consumul uman, fără ca acestea să fie fertilizate - acest fapt evitând omorul puilor neeclozați. 
Practica comună de a ține găini în curte, dându-le libertate de mișcare, ilustrează și demonstrează faptul că acestea pot fi tratate ca animale de companie și nu mașinării producătoare de ouă.